# Castillo de Haapsalu
El castillo de Haapsalu, también conocido como castillo episcopal de Haapsalu (en estonio: Haapsalu piiskopilinnus), es un castillo con catedral situado en Haapsalu, en el oeste de Estonia. Fue fundado en el siglo XIII para ser el centro del obispado de Ösel-Wiek. Se dice que en las noches de Luna llena de agosto se aparece la imagen de una doncella, la "Dama Blanca" (en estonio: Valge Daam; en inglés: White Lady), en el interior de la capilla.

## Historia
En 1228, el arzobispo de Riga, Alberto de Riga, formó una nueva diócesis que comprendía Läänemaa, Saaremaa y Hiiumaa y designó como obispo a Gottfried, un abad del monasterio cisterciense de Daugavgrīva. El obispado fue creado por Enrique Hohenstaufen, rey de Romanos, como un Estado del Sacro Imperio Romano Germánico el 1 de octubre de 1228. En 1234, el legado papal, Guillermo de Módena, fijó de forma permanente las fronteras del obispado. La primera residencia del obispado de Ösel-Wiek se encontraba en el castillo de Lihula donde, con la ayuda de los Hermanos Livonios de la Espada, se erigió una fortaleza de piedra. Intentando evitar conflictos con la influyente orden, el obispo trasladó la residencia de la diócesis a Pärnu, pero fue incendiada por los lituanos diez años después. Como nuevo centro de la diócesis se eligió Haapsalu, donde se empezaron a construir la fortaleza episcopal y la catedral. La construcción del castillo duró tres siglos.

## Castillo

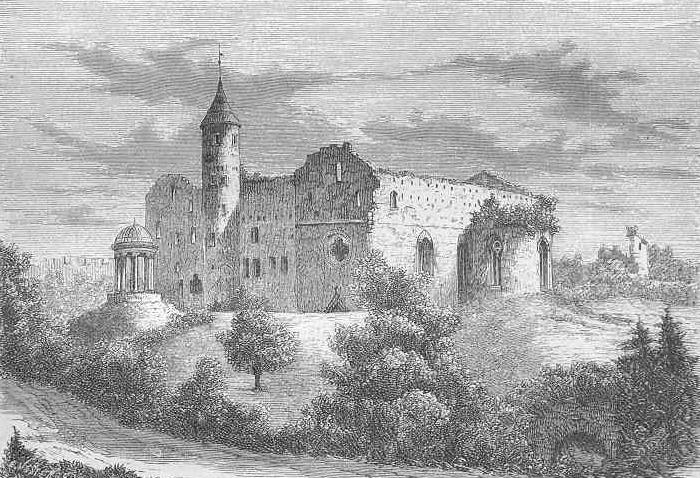
Grabado de 1889 que muestra el complejo.

La construcción, ampliación y reconstrucción de la fortaleza tuvo lugar a lo largo de varios siglos, por lo que la arquitectura del complejo fue variando conforme iba evolucionando el armamento de la época. Alrededor del pequeño castillo se encontraba el resto de edificios, como los establos, las cuadras y las casas de la guarnición. En el patio se llevaban a cabo torneos y ejercicios militares. Alrededor se construyó una muralla circular. La fortaleza alcanzó sus dimensiones definitivas -una superficie de más de 30.000 m², un grosor de las murallas entre 1,2 y 1,8 metros y una altura máxima de más de 10 metros- durante el mandato del obispo Johannes IV Kievel (1515-1527). En el lado oeste del castillo hay una atalaya de 29 metros de altura que data del siglo XIII y que posteriormente fue usada de campanario. Más tarde los muros fueron elevados hasta alcanzar una altura de 15 metros.
Las zanjas y blindajes, que fueron construidos para los cañones y como protección frente a los bombardeos, datan de la Guerra Livona (1558-1582), pero en esta contienda la fortaleza fue seriamente dañada. Las murallas del pequeño castillo y las fortificaciones exteriores quedaron parcialmente destruidas. Tras la guerra, las piedras del castillo se usaron en la población como material de construcción y el patio como terreno de pasto.
En el siglo XVII, los suecos, que gobernaban la Estonia sueca en aquel entonces, no usaron el castillo como edificio con fines defensivos e incluso no llegó a ser incluido en una lista de tales edificios. En 1710, durante la Gran Guerra del Norte, Estonia cayó en poder del Imperio ruso y el zar Pedro I de Rusia mandó demoler las murallas y las siete torres de las mismas, quedando el castillo en ruinas. En el museo de la ciudad se exhiben las armas encontradas durante una excavación en el castillo, y consisten principalmente en armas y munición que se usaban para defender la población y datan de los siglos XV y XVI.
En el patio del castillo se levantó un escenario, y en 1896 se celebró el primer festival de la canción de Läänemaa. Enfrente del escenario se construyó un campo deportivo en los años 1930, que fue usado hasta los años 1960.

## Catedral de San Nicolás
La Catedral de Haapsalu, dedicada a san Nicolás de Bari, era el principal templo del obispado de Ösel-Wiek, y en ella se encontraba la sede episcopal y donde trabajaba el cabildo catedralicio. Se trata de la iglesia más grande de todos los países bálticos de una sola nave, con 15,5 metros de altura y una superficie de 425 m².
El primer documento escrito en el que se menciona el templo es el fuero de Haapsalu, donde el obispo Hermann I, el fundador de la población, escribió: "... nosotros, los que habiendo establecido la catedral en Haapsalu y habiendo proporcionado nuestros cánones con las debidas casas y rentas, determinamos que es un lugar seguro para ser un pueblo, donde todo el mundo que lo ha elegido para vivir con nosotros, pueda quedarse y encontrar refugio; y si fuera necesario deberían ser capaces de defender la iglesia con todos los medios de los que dispusieran."
De 1260, la iglesia fue construida en un periodo de transición entre el Románico y el Gótico. El primero de estos estilos arquitectónicos se puede observar en la ornamentación de los capiteles y el segundo en las bóvedas y arcos apuntados. El pórtico también era originario del Románico, adornado con un frontón con un nicho que alberga la estatua del santo patrón. Los muros interiores estaban cubiertos con pinturas y en el suelo había tumbas de clérigos y nobles distinguidos. En la segunda mitad del siglo XIV se construyó una capilla bautismal.
Durante la Guerra Livona, Estonia pasó a formar parte del reino luterano de Suecia y el estado del Obispado de Ösel-Wiek desapareció. La catedral católica fue convertida en un templo luterano y pasó a denominarse la Iglesia del castillo. En 1625, el rey Gustavo II Adolfo de Suecia vendió el pueblo de Haapsalu, el castillo y las tierras circundantes al conde Jacob De la Gardie, quien planeó convertir la fortaleza en ruinas en un castillo moderno. Se recurrió a Arent Passer, un conocido escultor y maestro albañil, como asesor.
El 23 de marzo de 1688, el tejado de cobre de la iglesia fue destruido por un incendio, pero la iglesia fue restaurada con relativa rapidez. Una tormenta volvió a destrozar el tejado en 1726. Debido al bajo número de fieles que no podían costear la restauración, estos tuvieron que trasladarse a la iglesia de la localidad. En el siglo XIX se empezó a remodelar para convertir las ruinas en un romántico parque con castillo.
En 1886-1889, la iglesia fue reconstruida. La puerta en ruinas de estilo románico fue reemplazada por un portal pseudogótico con escalones, se cubrieron los restos de las pinturas de las paredes y se sacaron de la iglesia las tumbas del suelo. El 15 de octubre de 1889 se celebró el primer oficio religioso dedicado a san Nicolás.
La ocupación soviética de 1940 obligó a cerrar la iglesia. Durante la Segunda Guerra Mundial, pudieron continuar celebrándose servicios religiosos, pero en la primavera de 1944, unos vándalos entraron en la iglesia y destrozaron el altar, el órgano, las sillas y las ventanas. En 1946, los fieles pidieron al gobierno soviético que declarara la catedral como monumento histórico protegido, pero su petición no fue complimentada. La iglesia permaneció vacía durante años; durante algún tiempo se usó como granero e incluso se hicieron planes para convertirla en una piscina. En 1979 empezaron las obras de reconstrucción y se pensó habilitar la iglesia como un salón de conciertos. Sin embargo, con la llegada de la democracia se decidió conservarla como iglesia. El arquitecto que estuvo al frente de la restauración fue Kalvi Aluve, mientras que Aala Buldas diseñó el interior, la capilla bautismal y las sacristías. En 1990 se celebró el primer servicio religioso después del largo paréntesis y fue rededicada a san Nicolás.
El Día de la Madre de 1992, se consagró un altar en conmemoración de las madres estonias muertas durante la ocupación soviética. Las esculturas de la Virgen María y el Niño fueron obra del escultor Hille Palm.

## La leyenda de la Dama Blanca
Se dice que en las noches de Luna llena de agosto, una doncella se aparece en el interior de la capilla, la Dama Blanca.
Durante el gobierno del obispo de Ösel-Wiek, se suponía que todos los canónigos debían llevar una vida casta y virtuosa de acuerdo con las reglas del monasterio. El acceso a las mujeres estaba prohibido bajo pena de muerte. Una leyenda cuenta que un canónigo se enamoró de una chica estonia y que en secreto llevó a la doncella al castillo. Ésta se disfrazó de niño del coro y permaneció en el castillo durante mucho tiempo, pero cuando el obispo volvió al castillo, este se fijó en el joven cantante y pidió saber el sexo del cantante.
Al descubrir que se trataba de una mujer, el obispo convocó a su consejo y decidieron que la chica debía ser empalada en la capilla y que el canónigo debía entrar en prisión, donde murió de inanición. Los encargados de ejecutar la pena dejaron una cavidad en el muro y la chica fue dejada en él con un trozo de pan y una jarra de agua. Durante un tiempo se escucharon sus gritos pidiendo auxilio. Su alma no pudo encontrar la paz y como resultado se aparece en la ventana del baptisterio para llorar durante siglos la pérdida de su amado y probar la inmortalidad de su amor.
En la Luna llena de agosto se celebra un festival de música llamado "The White Lady Days", que recibe su nombre a raíz de esta leyenda.